# Wapen van Rauwerd

Wapen van Rauwerd

Het wapen van Rauwerd is het dorpswapen van het Nederlandse dorp Rauwerd, in de Friese gemeente Súdwest-Fryslân. Het wapen werd in 1986 geregistreerd.

## Beschrijving
De blazoenering van het wapen in het Fries luidt als volgt:
Yn read in sulveren dwarsbalke mei trije reade roazen derop.
De Nederlandse vertaling luidt als volgt: 
In rood een zilveren dwarsbalk met drie rode rozen erop.
De heraldische kleuren zijn: keel (rood) en zilver (zilver).

## Symboliek
- Rozen: ontleend aan het wapen van het geslacht Van Jongema dat bij het dorp de Jongema State bewoonde.[2]
- Kleurstelling en indeling: komen overeen met het wapen van Rauwerderhem, de gemeente waar het dorp eertijds tot behoorde.[2]

Het wapen van Rauwerderhem.
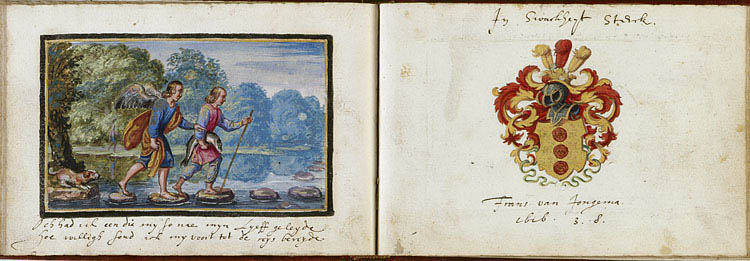
Het wapen van Frans van Jongema.

## Zie ook

Vlag van Rauwerd